# Ban Pa Bong Ngam
Ban Pa Bong Ngam (Thai: บ้านป่าบงงาม) is een plaats in de tambon Ban Dai in de provincie Chiang Rai. De plaats telde in mei 2011 in totaal 500 inwoners, waarvan 254 mannen en 246 vrouwen. Ban Pa Bong Nam telde destijds 220 huishoudens.
In de plaats bevindt zich één boeddhistische tempel, de "Wat Ban Pa Bong Ngam".